# Couvent franciscain de Wurtzbourg
Le couvent franciscain de Wurtzbourg, dédié au Recouvrement de la Croix, est un couvent fondé à Wurtzbourg en Bavière par les Frères mineurs conventuels (OFM Conv) en 1221 sous la protection de Caspar von Speyer et le permission du prince-évêque de Wurtzbourg, Othon Ier de Lobdeburg.
C'est alors la première fondation franciscaine au nord des Alpes. Les religieux sont appelés à prêcher et à subvenir aux besoins sociaux des habitants de la ville. Lorsque le nouveau royaume de Bavière au début du XIXe siècle sécularise les congrégations (sauf les congrégations vouées au soin des malades) et confisque les monastères et les abbayes en dédommagement de l'appui militaire de la Bavière à l'Empire français, il est interdit aux franciscains de prendre des novices, les condamnant ainsi à une mort certaine et le couvent ferme peu après. Cependant une trentaine d'années plus tard, le nouveau roi Louis Ier permet de rouvrir le noviciat, ce qui devient effectif en 1839. Le couvent peut à nouveau se tourner vers l'avenir et rouvre ses portes en 1841. Les vocations affluent.
Le couvent du Recouvrement-de-la-Croix devient le siège du provincialat de Bavière en 1857 et est à la tête de la province allemande des conventuels.
Le couvent a été restauré en 1986 après un incendie qui l'avait gravement endommagé.

## Galerie

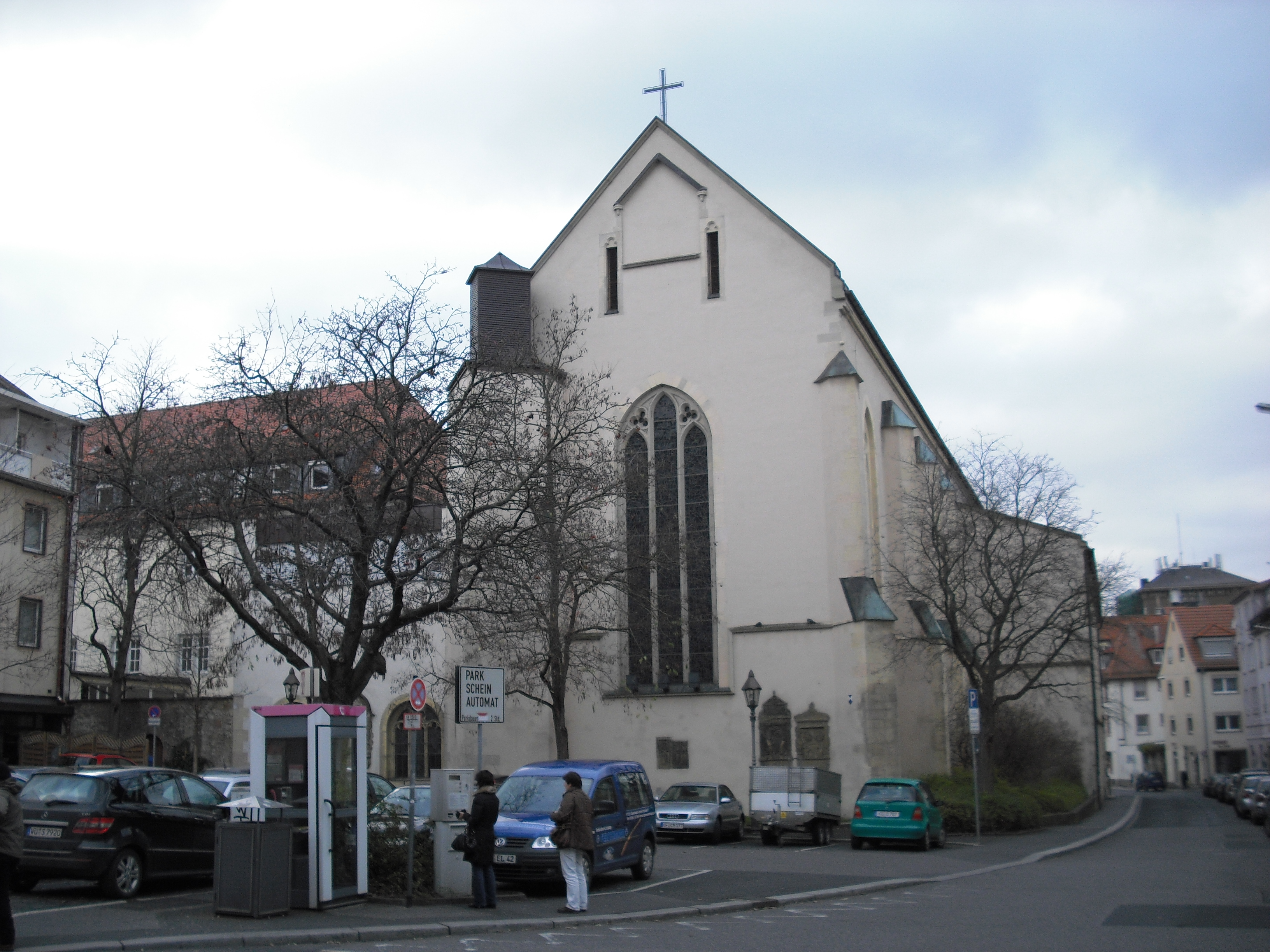
Vue extérieure du chœur de l'église
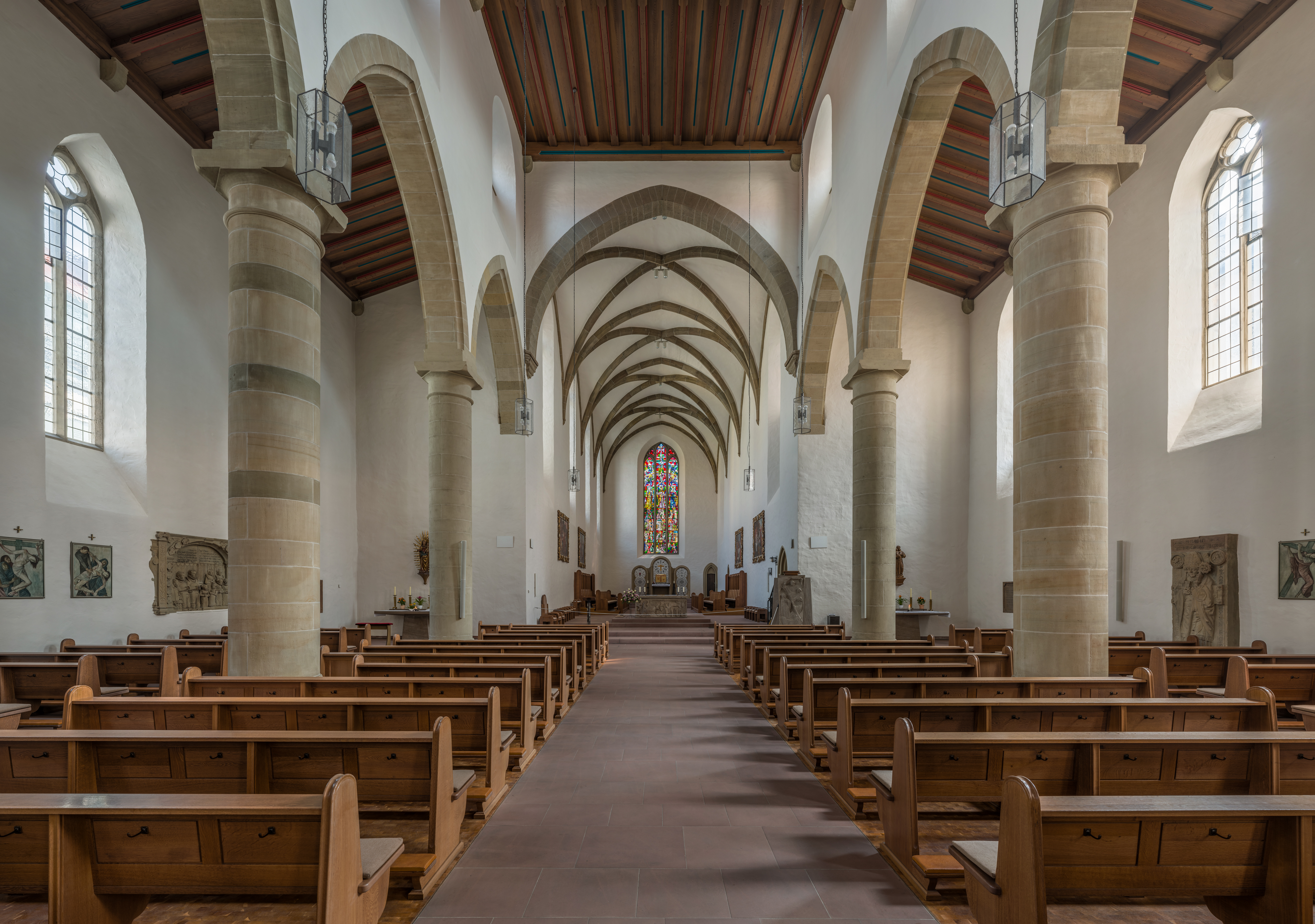
La nef
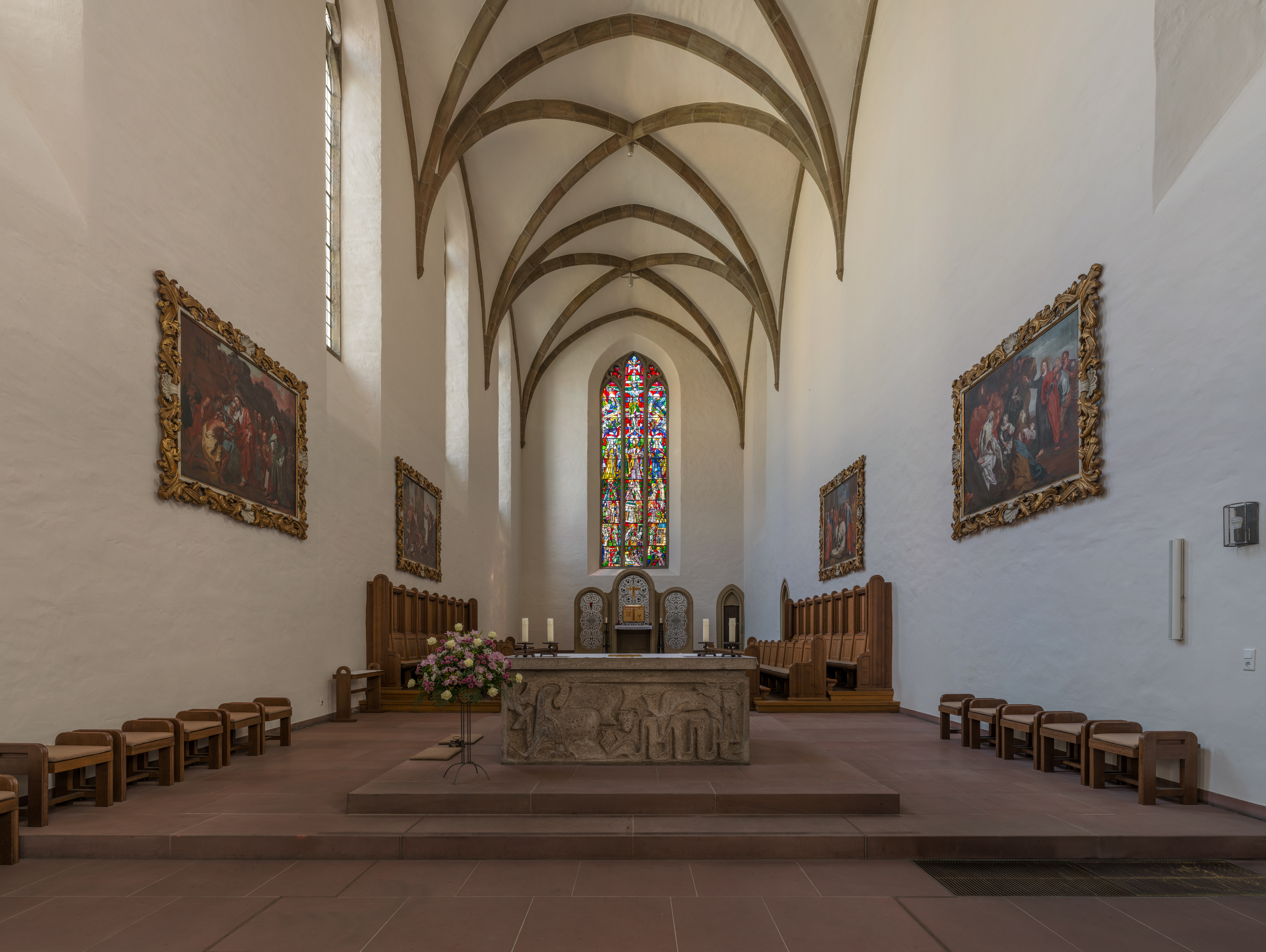
Le chœur
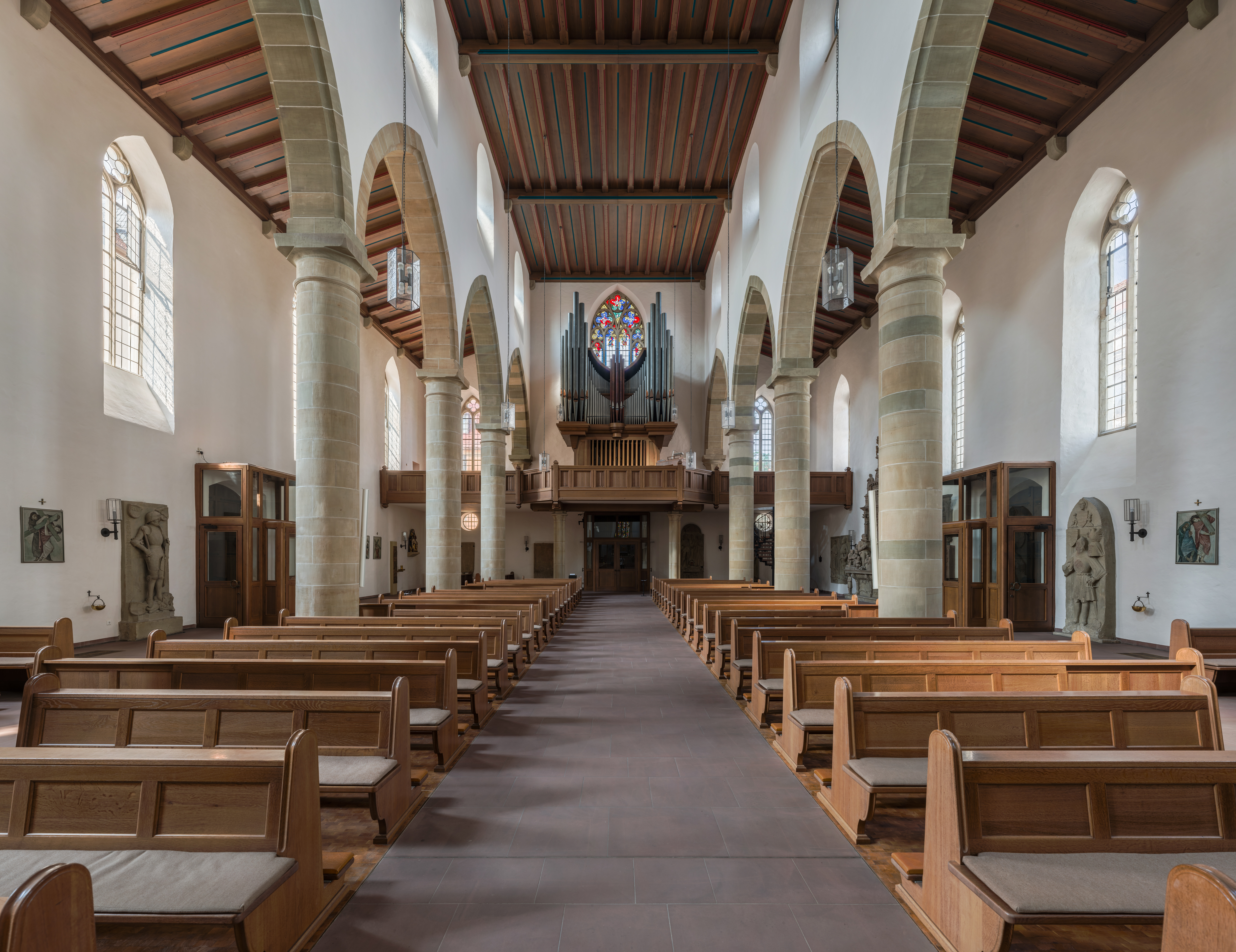
La nef et l'orgue